# Bobovec Rozganski
Bobovec Rozganski is een plaats in de gemeente Dubravica in de Kroatische provincie Zagreb. De plaats telt 411 inwoners (2001).